# Глухи (Волынская область)
Глу́хи (укр. Глухи) — село в Дубечненской сельской общине Ковельского района Волынской области Украины.
До 2020 года входило в Старовыжевский район.
Код КОАТУУ — 0725080801. Население по переписи 2001 года составляет 964 человека. Почтовый индекс — 44410. Телефонный код — 3346. Занимает площадь 7,019 км².